# السواحل (عبد الغاية سواحل)
السواحل هي إحدى مشيخات المملكة المغربية، تتبع جغرافيا لإقليم الحسيمة وإداريًا لعبد الغاية سواحل. يقدر عدد سكانها بـ 14,567 نسمة حسب الإحصاء الرسمي للسكان والسكنى لسنة 2004.